# Once Upon a Time (álbum de Simple Minds)
Once Upon a Time es el séptimo álbum de estudio  de la banda de pop rock escocesa Simple Minds, lanzado en octubre de 1985.

## Antecedentes
La grabación del disco emparejó a la banda con el productor musical Jimmy Iovine, el cual había trabajado con otros artistas (como Bruce Springsteen, Dire Straits o Stevie Nicks) imprimiendo un carácter basado en patrones muy rítmicos y predominancia de las guitarras. Esta fue la perspectiva que hizo adoptar a Simple Minds para este disco. Iovine se centró especialmente en que el vocalista Jim Kerr, produjese unas voces mucho más agresivas.
Aunque la banda ya había cosechado éxitos en el Reino Unido y otros países de Europa y Oceanía, se empezaban entonces a hacer populares en los EE. UU. debido al éxito de su aportación a la banda sonora de “The Breakfast Club” (en España conocida como “El Club De Los Cinco”), con su versión de “Don't You (Forget About Me)”. La influencia de esta canción se deja notar en el sonido más explosivo de este álbum, especialmente en el sencillo "Alive and Kicking". "Once Upon a Time" también compartió muchas influencias con su anterior álbum de estudio, "Sparkle In The Rain", que exploró un estilo de composición similar.

## Listado de canciones
Todas las canciones escritas por Jim Kerr, Charlie Burchill, y Mick MacNeil.

| Cara A |                           |          |  |
| N.º    | Título                    | Duración |  |
| 1.     | «Once Upon a Time»        | 5:45     |  |
| 2.     | «All the Things She Said» | 4:15     |  |
| 3.     | «Ghost Dancing»           | 4:45     |  |
| 4.     | «Alive and Kicking»       | 5:26     |  |

| Cara B |                        |          |  |
| N.º    | Título                 | Duración |  |
| 5.     | «Oh Jungleland»        | 5:14     |  |
| 6.     | «I Wish You Were Here» | 4:42     |  |
| 7.     | «Sanctify Yourself»    | 4:57     |  |
| 8.     | «Come a Long Way»      | 5:07     |  |

## Personal
- Jim Kerr  – voz principal y coros
- Charlie Burchill – guitarras
- Michael MacNeil – sintetizadores, sampler y piano eléctrico
- John Giblin – bajo
- Mel Gaynor – batería y coros

Personal adicional
- Robin Clark – coros
- Michael Been - coros
- The Simms brothers - coros
- Carlos Alomar – coros
- Sue Hadjopoulos - timbales en "All the Things She Said"